# Wutai
Wutai léase Uú-Tái (en chino:五台县, pinyin:Wǔtái xiàn) es un condado bajo la administración directa de la ciudad-prefectura de Xinzhou. Se ubica al  norte de la provincia de Shanxi, este de la República Popular China. Su área es de 2868 km² y su población total para 2010 fue de +300 mil habitantes. Su nombre es honor al Monte Wutai, un lugar sagrado del budismo chino.

## Administración
El condado de Wutai se divide en 19 pueblos que se administran en 6 poblados y 13 villas.